# Sikorsky NH-3A
Sikorsky NH-3A (oznaczenie producenta S-61F) – amerykański śmigłowiec hybrydowy, wyprodukowany przez przedsiębiorstwo Sikorsky Aircraft Corporation w oparciu o konstrukcję maszyny Sikorsky SH-3 Sea King. Śmigłowiec został użyty w badaniach nad wysokimi prędkościami lotu, niedostępnymi dla klasycznych maszyn tego typu.

## Historia

### Geneza
Na początku lat 60. XX w., pod patronatem United States Army i dowództwa Transportation Research Command rozpoczęto prace mające na celu opracowanie i przetestowanie technologii mających umożliwić śmigłowcom osiągnięcie prędkość powyżej 300 km/h. Najważniejsza przewagą śmigłowca nad samolotami jest jego zdolność do pionowego startu i lądowania. Jest to również cechą, która ogranicza ich prędkość w locie poziomym. W praktyce, śmigłowce bez dodatkowych modyfikacji są w stanie osiągnąć prędkość maksymalną rzędu 300 km/h. Prędkość lotu poziomego helikopterów zależy od dwóch elementów: od prędkości obrotowej łopat wirnika głównego oraz od jego powierzchni, czyli długości łopat. Zwiększyć prędkość śmigłowca można poprzez zwiększenie prędkość obrotowej wirnika, co wiąże się z instalacją mocniejszego silnika, oraz montując dłuższe łopaty. Obydwa czynniki mają swoje ograniczenia, do najważniejszych z nich należy wytrzymałość łopat wirnika i elementów mocujących ich do głowicy wirnika, które narażone są na działania potężnych sił odśrodkowych powstałych w wyniku ruchu obrotowego oraz zjawisko gwałtownego spadku siły ciągu wirnika i wzrostu oporu do jakiego dochodzi po osiągnięciu dużej prędkości lotu. Dzieje się tak podczas lotu postępowego maszyny: elementy łopat nacierających wirnika głównego, poruszających się w kierunku lotu, mają znacznie większą prędkość względem powietrza niż łopaty powracające, poruszające się w kierunku przeciwnym niż kierunek lotu śmigłowca. Gdy maszyna zwiększa prędkość końcówki łopat nacierających mogą osiągnąć i przekroczyć tak zwaną krytyczną liczbę Macha, a na końcówkach łopat powracających wzrasta ich kąt natarcia, co w konsekwencji może doprowadzić do ich przeciągnięcia. Wymienione zjawiska stanowią barierę, która uniemożliwia osiągnięcie przez śmigłowce prędkości zbliżonych do tych, jakie osiągają samoloty tłokowe.
Najprostszym sposobem uzyskania większej prędkości w locie poziomym śmigłowca jest odciążenie wirnika w wytwarzaniu większej siły nośnej. Tym samym można zmniejszyć prędkość obrotową wirnika i przesunąć moment przeciągnięcia łopat wirnika do osiągnięcia większej prędkości lotu. Zadanie to mogą pełnić dodane do konstrukcji skrzydła umieszczone po bokach kadłuba, które generują dodatkową siłę nośną. Niestety i ta metoda ma swoje ograniczenia; zmniejszenie prędkości wirnika, czyli zmniejszenie mocy silnika powoduje spadek prędkości w locie poziomym. Przeciwdziałać temu zjawisku można instalując dodatkowe źródło napędu wytwarzające poziomą siłę ciągu. Tego typu śmigłowce, z dodatkowym napędem i/lub pomocniczymi skrzydłami przyjęto nazywać compound helicopters (śmigłowce zespolone) lub hybrid helicopters (śmigłowce hybrydowe). W ramach testów prowadzonych pod nadzorem amerykańskiej armii wybudowano kilka typów śmigłowców hybrydowych, największym z nich była konstrukcja wytwórni Sikorsky, model oznaczony jako NH-3A.

## Projekt
Maszyna powstała w 1965 roku w wyniku modernizacji seryjnego SH-3A Sea King (BuNo 148033). Powiększono usterzenie śmigłowca, zmodyfikowano tylną część kadłuba, a po jego obydwu stronach dodano skrzydła o rozpiętości 9,75 m. Poniżej skrzydeł, po obu stronach, na wysięgnikach zainstalowano dwa silniki odrzutowe Pratt & Whitney J60-P-2 o maksymalnym ciągu 12,9 kN każdy. Seryjny, pięciołopatowy wirnik główny zastąpiono sześciołopatowym o takiej samej średnicy. Bez zmian pozostawiono śmigło ogonowe i główną jednostkę napędową, dwa silniki turbowałowe General Electric T58-GE-8B. 21 maja 1965 roku maszyna rozpoczęła testy pod nadzorem United State Army oraz United States Navy. Podczas 113 lotów o łącznym czasie 88 godzin i 12 minut udało się osiągnąć w locie poziomym prędkość 391 km/h, a w płytkim locie nurkowym 426 km/h. Próby w locie trwały do 8 maja 1967 roku.